# 三光合成

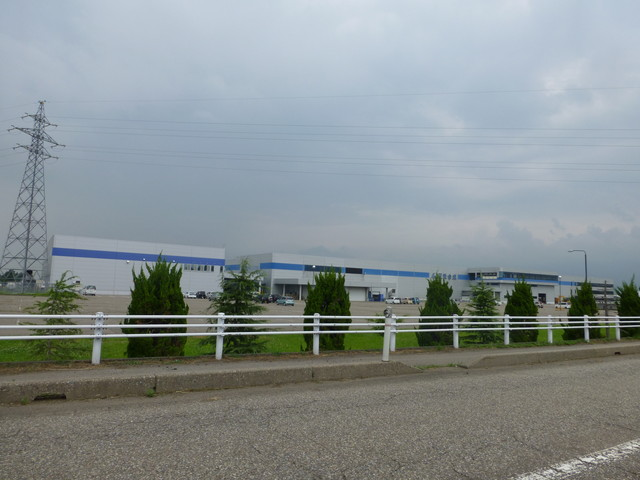
三光合成

三光合成株式会社（さんこうごうせい）は、富山県南砺市に本社を置く合成樹脂成形品およびその関連製品を製造販売する企業である。

## 沿革
- 1940年（昭和15年）10月 - 有限会社寶化學工業所創業[1]。
- 1944年（昭和19年）9月 - 株式会社三光化学工作所設立[1]。
- 1948年（昭和23年）3月 - 三光合成樹脂工業株式会社に社名変更[1]。
- 1990年（平成2年）6月 - 現社名に変更[1]。
- 1995年（平成7年）3月 - 株式を店頭公開（現在のJASDAQ）[1]。
- 2015年（平成27年）4月 - 株式会社積水工機製作所（現・エスバンス株式会社）を子会社化[2]。
- 2017年（平成29年）8月 - 東京証券取引所市場第二部に市場変更。
- 2018年（平成30年）8月 - 東京証券取引所市場第一部に市場変更[3]。